# Луковинна вулиця
Лукови́нна ву́лиця — зникла вулиця, що існувала в Подільському районі міста Києва, серед Вітряних гір. Пролягала від Западинського провулку до Перемишльської вулиці.

## Історія
Вулиця виникла в 1-й половині ХХ століття під назвою 253-я Нова. Назву Луковинна вулиця отримала 1944 року. Ліквідована у зв'язку зі зміною забудови наприкінці 1970-х — на початку 1980-х років.